# Jean Claude Pellegrini
Pour les articles homonymes, voir Pellegrini.
Jean Claude Frédéric Alexis Pellegrini, né le 22 juillet 1787 à Chambéry (Mont-Blanc) et mort le 27 mars 1854, est un inspecteur des Ponts et Chaussées. Il a réalisé les ouvrages pour améliorer la navigabilité du Lot et étudié le projet de canal latéral à la Garonne entre Toulouse et le Tarn. Il a participé aux travaux de construction du pont Vittorio Emanuele Ier sur le Pô à Turin et du pont sur la Garonne à Moissac.

## Biographie
Il est né à Chambéry. Il est le fils de Bernard Pellegrini, originaire de Castelrotto dans la commune de Croglio, dans le Tessin (Suisse), et de Marguerite Berthet. Il est le frère de Charles Henri Pellegrini.
Il est entré à l'école polytechnique le 20 novembre 1806 et en est sorti le Ier septembre 1808. Entré dans le service public, il poursuit ses études à l'école des ponts et chaussées. Pendant ses études, il fait des stages dans le département de l'Ain, en 1809, et le département du Pô, à Turin, en 1810, où il participe aux travaux du grand pont de pierre sur le Pô, à Turin. Bien que n'ayant suivi les cours de l'école des ponts et chaussées que pendant deux années au lieu de trois, il a été nommé aspirant ingénieur et il est resté attaché à la construction du pont sur le Pô. Il est nommé ingénieur des ponts et chaussées de 2e classe le Ier septembre 1811. En 1812 et 1813, il est chargé de travaux hydrauliques sur la Stura. Il est responsable de travaux sur la citadelle de Turin. Sa fonction d'officier du génie militaire a cessé après la reddition de la citadelle. Remis alors à disposition du ministère de l'intérieur le 4 mai 1814, il est mis à disposition du roi de Sardaigne pour continuer les travaux du pont sur le Pô jusqu'en octobre 1814.
Il est ensuite nommé ingénieur des ponts et chaussées dans le département de la Lozère où il prend les dispositions nécessaires pour construire le pont sur le Tarn à Florac.
Il est nommé chef de service d'un arrondissement du département du Gers, entre le Ier décembre 1814 et le Ier octobre 1821. Il a travaillé sur la construction d'un pont en pierre de trois travées sur la Baïse à Condom. Il a restauré le réseau routier du Gers en utilisant un procédé identique à celui mis au point par MacAdam.
Il a été naturalisé français le 31 juillet 1816.
Le Ier octobre 1821, il est nommé chef de service de l'arrondissement de Moissac dans le département de Tarn-et-Garonne où il est chargé de la construction en régie du pont de Moissac.
Il est nommé ingénieur des ponts et chaussées de Ire classe le Ier juin 1824.
Il est chargé le 15 juillet 1825 de l'achèvement du projet de canal entre Toulouse et Montauban. Il a donné les projets de tous les ouvrages d'art à construire avec leurs devis estimatifs. Le 6 février 1826, il est chargé des études du projet de canal latéral à la Garonne entre Toulouse et le Tarn.
Le 17 juillet 1827, il est chargé de l'intérim de l'ingénieur en chef des ponts et chaussées du département de Tarn-et-Garonne jusqu'à la fin d'octobre 1828.
Le 28 octobre 1828, il est chargé des fonctions d'ingénieur en chef du département du Lot. Il est nommé ingénieur en chef de 2e classe le 25 octobre 1829. Il est nommé ingénieur en chef des ponts et chaussées de Ire classe le 28 août 1835, ingénieur en chef directeur le 3 juin 1839.
Après 1830, l'industrialisation du bassin d'Aubin-Decazeville a rendu nécessaire la navigabilité du Lot, seule voie d'eau permettant d'acheminer les produits houillers et métallurgiques.
Le 27 novembre 1832, le directeur général des ponts et chaussée l'a chargé de l'étude du projet d'amélioration de la navigation du Lot entre Livinhac-le-Haut et la limite du département de Lot-et-Garonne. Ces travaux vont commencer à partir de 1838 et durer jusqu'en 1848. Les travaux spectaculaires vont se faire en amont de Cahors avec une série de canaux de dérivation souterrains comme celui de Capdenac et des digues de rétrécissement. Pellegrini a restauré les écluses construites sous le règne de Louis XIV dans la basse vallée du Lot et d'en créer de nouvelles avec des barrages éclusés, soit 74 ouvrages au total.
Il est admis à la retraite le 30 novembre 1845 et nommé inspecteur divisionnaire honoraire.

## Famille
- Bernard Pellegrini, né en 1758, marié en 1786 avec Marguerite Berthet à Chambéry.
  - Jean Claude Pellegrini ;
  - Barthélemy Charles Gaétan Pellegrini, né le 24 août 1790 à Chambéry, garde du génie à Metz. Il est naturalisé français le 19 juillet 1832[2]. Il est le père de :
    - Charles-Bernard Pellegrini, né à Yenne en 1819, mort à Chambéry le 16 décembre 1864. Il a été architecte de la ville de Chambéry. Il est connu pour avoir été l'architecte du Casino Grand-Cercle d'Aix-les-Bains.

  - Jean Bernard Pellegrini, né le 20 juin 1794 à Chambéry, mort en 1865, architecte et ingénieur civil. Il est naturalisé français le 5 mai 1831[3],[4]
  - Joseph Pellegrini, demeurant à Paris. Il est naturalisé français le 8 septembre 1830[5].
  - Charles Henri Pellegrini, né le 28 juillet 1800 à Chambéry, père de :
    - Carlos Pellegrini, président de la République argentine entre 1890 et 1892.

## Distinctions
- Chevalier de la Légion d'honneur en 1833[6]